# Friedrich von Jagow
Friedrich Wilhelm Heinrich Leopold von Jagow (* 16. Mai 1802 in Stresow; † 19. Februar 1858 in Pollitz) war ein deutscher Gutsbesitzer, Landrat und Deichhauptmann.

## Leben
Seine Eltern waren Wilhelm von Jagow (1770–1838) und dessen Ehefrau Louise Juliane Amalie von Schladen (1785–1853), eine Tochter von Karl Friedrich Gottlieb von Schladen. Sein Bruder Wilhelm Eduard Karl Ludwig August von Jagow (1803–1883) war Vater von Eugen von Jagow. Bruder Eduard Ernst Alexander Leopold von Jagow (1804–1874, Herr auf Calberwisch) war Vater von Bernhard von Jagow.
Friedrich von Jagow war u. a. Herr auf Pollitz, Oevelgünne und Groß Garz. Er war mit Luise Johanna Ernestine Elisabeth von Ribbeck (1808–1872) verheiratet. Das Ehepaar hatte vier Söhne, Wilhelm, Eduard, Alexander und Otto. Die ersten drei Söhne fielen als Offiziere im Krieg. Otto von Jagow wurde Stifter und Nutznießer des Fideikommiss Pollitz und heiratete Anna Gräfin Reichenbach.
Jagow war Deichhauptmann; ein Titel, welcher auf seinen Sohn Otto Karl (1842–1908) überging; und war, wie sein Vater von 1820 bis 1838, von 1848 bis 1858 königlich-preußischer Landrat des Kreises Osterburg. Er war außerdem Ehrenritter des Johanniterordens.
Sein Nachfolger war Friedrich Gottlob Jakob Graf von der Schulenburg-Altenhausen.